# Avot, Côte-d'Or
Avot là một xã ở tỉnh Côte-d’Or trong vùng Bourgogne-Franche-Comté, phía đông nước Pháp. Khu vực này có độ cao trung bình 315 mét trên mực nước biển.